# اریورتون لیما
اریورتون لیما (به پرتغالی: Eriverton Santos Lima) هافبک اهل برزیل است که در شهر Porto da Folha و در تاریخ ۱ ژانویهٔ ۱۹۷۸ به دنیا آمده‌است.
اریورتون لیما در تیم‌های فوتبال Confiança سابقهٔ حضور دارد.